# Wishing Well
«Wishing Well» (с англ. — «Колодец желаний») — песня американского рэпера Juice WRLD с его посмертного третьего студийного альбома Legends Never Die, написанная им вместе с продюсерами Dr. Luke и Chopsquad DJ. Она была выпущена на радио rhythmic contemporary в качестве пятого сингла с альбома 28 июля 2020 года. Анимационное музыкальное видео было выпущено 13 июля 2020 года. Вдохновляющая песня, отражающая славу, депрессию и употребление наркотиков, получила положительные отзывы от критиков, которые считали её выдающейся, а Billboard оценили её как лучшую песню с альбома.

## Предыстория и музыка
Песня впервые просочилась в сеть под названием «Lauryn Hill», из-за строки «наркотики убивают меня мягко, Lauryn Hill».
Трек начинается с гитарного вступления и состоит из семпла «Роботеха». Считается навязчивым, но «поднимающим настроение» треком, в котором Juice поёт о том, как он пытается быть в порядке, хотя это не всегда получается, потому что, в конце концов, он хочет, чтобы его поклонники и семья были счастливы. Фелсон Сайонас из Hypebeast отметил, что «Wishing Well» является метафорой для «глубокого желания Juice освободиться от своих демонов и постоянного цикла наркотиков и депрессии». В припеве строчка «перки заставил меня чесаться, как муравейник», отсылает к Перкосету, наркотику, который привёл к его смерти. Крис Менч из Genius описал эту строчку как «мрачное предсказание» кончины Juice.

## Отзывы
Billboard оценили песню как лучшую в Legends Never Die. Дэнни Шварц из Rolling Stone сравнил песню с Blink-182. Алекс Зидель из HotNewHipHop сказал, что песня выделяется «из-за тревожной истории, которую рассказывает Juice». Аарон Уильямс из Uproxx заявил, что трек «является настоящим сердцеедом и ведёт к некоторым эмоциональным вершинам альбома».

## Музыкальное видео
Официальное анимационное видео было выпущено 13 июля 2020 года. Визуальный образ, созданный KDC Visions, открывается тем, что Juice выбрасывает свои чувства из картонной коробки в колодец желаний. Как и в случае с текстом песни, клип также показывает, как Juice размышляет о том, как он справляется со славой и употреблением наркотиков. Разнообразные эмодзи выступают в качестве его эмоций, в то время как сцены сокращаются до армии муравьев, Juice, смотрящего на звезды через крышу своего кабриолета, и живущего экстравагантным образом жизни в своём особняке. Он также обращается за помощью по телефону и разговаривает с психиатром, изображённым им самим.

## Чарты
| Чарт (2020)                                | Высшая позиция |
| ------------------------------------------ | -------------- |
| Австралия (ARIA)                           | 14             |
| Австрия (Ö3 Austria Top 40)                | 36             |
| Бельгия/Фландрия (Ultratip Bubbling Under) | 2              |
| Канада (Billboard Canadian Hot 100)        | 8              |
| Чехия (Singles Digitál Top 100)            | 27             |
| Дания (Tracklisten)                        | 32             |
| Германия (GfK)                             | 88             |
| Венгрия (Stream Top 40)                    | 24             |
| Ирландия (IRMA)                            | 9              |
| Литва (AGATA)                              | 21             |
| Нидерланды (Single Top 100)                | 41             |
| Новая Зеландия (Recorded Music NZ)         | 13             |
| Норвегия (VG-lista)                        | 23             |
| Португалия (AFP)                           | 57             |
| Словакия (Singles Digitál Top 100)         | 50             |
| Швеция (Sverigetopplistan)                 | 27             |
| Швейцария (Schweizer Hitparade)            | 63             |
| Великобритания (OCC UK Singles)            | 15             |
| США (Billboard Hot 100)                    | 5              |
| США (Billboard Hot R&B/Hip-Hop Songs)      | 4              |
| США (Billboard Rhythmic)                   | 18             |
| США Rolling Stone Top 100                  | 4              |